# Sosnowica (wzgórze)
Popielec (niem. Kiefer-Berg, 421 m n.p.m.) – wzgórze w południowo-zachodniej Polsce, na Pogórzu Wałbrzyskim, w Sudetach.
Wzgórze w Książańskim Parku Krajobrazowym, pomiędzy wsiami Chwaliszów na zachodzie a Jaskulin na wschodzie. 